# Hayato Inamura
Hayato Inamura (稲村 隼翔?; Tokyo, 6 maggio 2002) è un calciatore giapponese, difensore del Celtic.

## Caratteristiche tecniche
Nato come terzino destro, è stato in seguito spostato a centrocampo per poi stabilirsi come difensore centrale.

## Carriera
Ha iniziato a giocare a calcio a Tokyo nelle giovanili di Gekkouhara SC e Tokyo Fukagawa, per poi militare nella Maebashi Ikuei High School e, nel periodo universitario, alla Toyo University. Al terzo anno di università è stato selezionato dall'Albirex Niigata per unirsi alla squadra a partire dal 2025, venendo comunque designato anche per la stagione corrente; confermato anche nel 2024, il 17 aprile ha debuttato in prima squadra nell'incontro di Coppa J.League vinto 2-0 contro l'Iwaki. Divenuto titolare con il passare dei mesi, ha segnato il suo primo gol in carriera il 21 giugno 2025 nell'incontro di J1 League perso 3-2 contro l'Avispa Fukuoka.
Il 5 luglio seguente è stato acquistato a titolo definitivo dal Celtic, club della prima divisione scozzese.

## Statistiche

### Presenze e reti nei club
Statistiche aggiornate al 31 luglio 2025.
| Stagione               | Squadra                | Campionato             | Campionato | Campionato | Coppe nazionali | Coppe nazionali | Coppe nazionali | Coppe continentali | Coppe continentali | Coppe continentali | Altre coppe | Altre coppe | Altre coppe | Totale | Totale | Totale |
| Stagione               | Squadra                | Comp                   | Pres       | Reti       | Comp            | Pres            | Reti            | Comp               | Pres               | Reti               | Comp        | Pres        | Reti        | Pres   | Reti   |        |
| ---------------------- | ---------------------- | ---------------------- | ---------- | ---------- | --------------- | --------------- | --------------- | ------------------ | ------------------ | ------------------ | ----------- | ----------- | ----------- | ------ | ------ | ------ |
| 2024                   | Albirex Niigata        | J1                     | 12         | 0          | CG+CdL          | 7+0             | 0               | -                  | -                  | -                  | -           | -           | -           | 19     | 0      |        |
| 2025                   | Albirex Niigata        | J1                     | 16         | 1          | CG+CdL          | 0+1             | 0               | -                  | -                  | -                  | -           | -           | -           | 17     | 1      |        |
| Totale Albirex Niigata | Totale Albirex Niigata | Totale Albirex Niigata | 28         | 1          |                 | 8               | 0               |                    | -                  | -                  |             | -           | -           | 36     | 1      |        |
| 2025-2026              | Celtic                 | SP                     | 0          | 0          | CS+CdL          | 0               | 0               | -                  | -                  | -                  | -           | -           | -           | 0      | 0      |        |
| Totale carriera        | Totale carriera        | Totale carriera        | 28         | 1          |                 | 8               | 0               |                    | -                  | -                  |             | -           | -           | 36     | 1      |        |